# Myrothamnaceae
Famille
Classification APG III (2009)
La famille des Myrothamnacées est une petite famille de plantes dicotylédones comprenant 2 espèces appartenant au genre Myrothamnus.
Ce sont de petits arbustes, résineux, à petites feuilles opposées, aromatiques, des zones arides, des régions tropicales d'Afrique australe et de Madagascar.

## Étymologie
Le nom vient du genre-type Myrothamnus dérivé du grec μύρων / myron, parfum, et θάμνος / thamnos, arbuste.

## Classification
La classification phylogénétique situe la divergence de cette famille à la base du noyau des Dicotylédones vraies.

## Liste des genres
Selon Angiosperm Phylogeny Website (27 avr. 2010), NCBI (27 avr. 2010) et DELTA Angio (27 avr. 2010) :
- genre Myrothamnus

## Liste des espèces
Selon NCBI (27 avr. 2010) :
- genre Myrothamnus
  - Myrothamnus flabellifolia
  - Myrothamnus moschata